# Усть-Сосновка
Усть-Сосновка — деревня в Яшкинском районе Кемеровской области России. Входит в Ленинское сельское поселение.

## География
Расположена на севере области и района, у границы с Томской областью, на левом берегу реки Сосновка, недалеко от её впадения в Томь (отсюда название деревни), высота над уровнем моря 80 м.
Ближайшее село — Юрты Константиновы в 1,5 км к юго-западу, райцентр в 36 км на юго-восток (по шоссе около 47), в деревне 1 улица — Центральная.

## История
Деревня основана в 1678 году русскими казаками и служилыми людьми.

## Население
| 2010 |
| ---- |
| 25   |

## Инфраструктура
Развивается туризм.
Деревня включена в нитку активных туристских маршрутов по Нижнему Правобережному Притомью, соединяющих Томскую и Кемеровскую области: К Иткаринскому водопаду, и от Томской писаницы до Томска. В деревне Усть-Сосновка туристы пополняют запасы молочной продукции, овощей из личных подворий и отправляются на ночлег в 800 метрах на берег озера Долгого в пойме реки Томь.

## Памятники Усть-Сосновки
Укрепленное городище XVII—XVIII веков на правом берегу Томи, на территории села, около школы (ныне не существует). С северной и восточной сторон сохранидся вал 160×140 м. Также шесть курганов к северу от Сосновки, диаметром 8-10 м, высотой 0,4 м.

## Транспорт
В деревне Усть-Сосновка начинается «народная дорога», которую решили построить на свои деньги и на пожертвования томские предприниматели, бывшие жители Яшкинского района. Машинный брод через реку Сосновка и 4 км грязной дороги до речки Шумиха отделяют Усть-Сосновку от Томской области .